# مارسين جاوتشا
مارسين جاوتشا (بالبولندية: Marcin Jałocha)‏ هو مدرب كرة قدم ولاعب كرة قدم بولندي في مركز الدفاع، ولد في 17 مارس 1971 في كراكوف في بولندا. شارك مع منتخب بولندا لكرة القدم. أما مع النوادي، فقد لعب مع بولونيا وارسو وفيسوا كراكوف وكونينكليجك سبورتفرينغنغ فاريغيم وليغيا وارسو وهوتنيك نوفا هوتا.

## وصلات خارجية
- مارسين جاوتشا على موقع الاتحاد الدولي (مؤرشف)  (الإنجليزية)
- مارسين جاوتشا على موقع قاعدة بيانات كرة القدم.إي يو (الإنجليزية)
- مارسين جاوتشا على موقع ناشيونال فوتبول تيمز (الإنجليزية)
- مارسين جاوتشا على موقع أوليمبيديا (الإنجليزية)
- مارسين جاوتشا على موقع اللجنة الأولمبية البولندية (مؤرشف) (البولندية)